# Crustuli
I Crustuli  sono un dolce tipico natalizio calabrese, prodotto nella provincia di Crotone e provincia di Cosenza, fatto di pasta frolla. In qualche paese dell'entroterra crotonese (non nella città e nel resto della provincia) la medesima preparazione è invece detta tardiddri, e con crustuli si intende una ciambella di pasta fritta ricoperta di zucchero o di vino cotto.

## Ingredienti
Gli ingredienti sono: farina, olio d'oliva, vino rosso, vermouth, mosto cotto, miele, acqua e sale.

## Preparazione[3]
Impastare la farina, l'uovo, lo strutto, l'olio, lo zucchero.
Dividerla a pezzi e modellarla a forma di grissino, tagliare a pezzettini piccoli e friggerli.
Passare i crustuli nel miele scaldato a bagnomaria e accomodarli sul piatto da portata.